# Sälgtjärnen (Bjursås socken, Dalarna)
Sälgtjärnen är en sjö i Falu kommun i Dalarna och ingår i Dalälvens huvudavrinningsområde. Sjön är 15,3 meter djup, har en yta på 0,105 kvadratkilometer och befinner sig 169,6 meter över havet. Sjön avvattnas av vattendraget Gravån.

## Delavrinningsområde
Sälgtjärnen ingår i det delavrinningsområde (673431-147800) som SMHI kallar för Mynnar i Gopen. Medelhöjden är 188 meter över havet och ytan är 1,07 kvadratkilometer. Räknas de 2 avrinningsområdena uppströms in blir den ackumulerade arean 15,16 kvadratkilometer. Gravån som avvattnar avrinningsområdet har biflödesordning 4, vilket innebär att vattnet flödar genom totalt 4 vattendrag innan det når havet efter 247 kilometer. Avrinningsområdet består mestadels av skog (83 procent). Avrinningsområdet har 0,11 kvadratkilometer vattenytor vilket ger det en sjöprocent på 9,8 procent.